# Приена
Прие́на (др.-греч. Πριήνη) — ионийский город на западном берегу Карии, на мысе Микале, при устье реки Гесон (Γαίσων), в 10 км к северу от Меандра и в 16 км на восток от Эгейского моря.
Приена основана была в XI в. до н. э. Эпитом, сыном Нелея, и принадлежала к союзу 12 ионийских городов. Жители Приены принимали самое видное участие в панионийском празднестве и в восстании против персов. В середине IV века город был перенесён вглубь материка, Александр Македонский освятил новый храм Афины Полиады (Покровительницы города), спроектированный Пифеем (после 334 г. до н. э.), которому приписывают также Галикарнасский мавзолей. Это святилище, вместе с агорой, театром и стоей, находилось в самом центре античного города. Ок. 298 г. до н. э. городом правил тиран Гиерон. Приена продолжала существовать в тени более крупных центров до XIII века, когда побережье заселили турки.

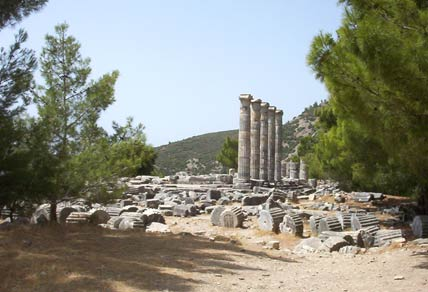
Руины храма Афины в Приене.

Изменение береговой линий из-за наносов

Старый город был расположен на побережье Латмийского залива и имел две гавани, где стоял небольшой флот; позднее (во времена Страбона) вследствие отложений соседней реки Меандра берег вдался дальше в море, и город оказался от линии воды на 40 стадий. В конце XIX века неплохо сохранившиеся руины Приены были исследованы Карлом Хуманом, который выяснил, что город был застроен по системе Гипподама и поделён шестью улицами на 80 мини-кварталов. Приена — один из немногих полисов Эллады, которые донесли до нашего времени подробную информацию о градостроительстве и планировке эпохи эллинизма.